# دائرة الغابات في الولايات المتحدة
دائرة الغابات في الولايات المتحدة (بالإنجليزية: United States Forest Service)‏، هي وكالة تابعة لوزارة الزراعة بالولايات المتحدة الأمريكية ومسؤولة عن إدارة الأراضي العامة في الغابات والمراعي الوطنية. إذ تُدير 154 غابة و20 مرعى وطني، وتشرف دائرة الغابات أيضاً على مجموعة واسعة من البرامج الدولية لتشجيع التعاون الدولي في المسائل ذات الصلة بالغابات وإدارة الأراضي، وتشارك في مجموعة متنوعة من البرامج البحثية. تأسست في العام 1905.

## طالع
- أشجار القمر

## روابط خارجية
- دائرة الغابات في الولايات المتحدة على موقع الموسوعة البريطانية (الإنجليزية)